# نوربرمید
نوربرمید (به انگلیسی: Norbormide) با فرمول شیمیایی C۳۳H۲۵N۳O۳ یک ترکیب شیمیایی با شناسه پاب‌کم ۲۴۷۴۴۰۶۷ است. که جرم مولی آن ۵۱۱٫۵۷ g/mol می‌باشد. 